# ريال بيتيس ب
ريال بيتيس بي أو بيتيس ديبورتيفو (بالإسبانية: Betis Deportivo Balompié)‏ هو فريق كرة قدم إسباني مقره إشبيلية، في منطقة أندلسية المستقلة. تأسس في عام 1942، وهو الفريق الاحتياطي لريال بيتيس ويلعب حاليًا في Primera División RFEF - المجموعة 2، حيث يقام المباريات على أرضه في Ciudad Deportiva Luis del Sol، بسعة 3000 مقعد.